# 피메일 에이전트
피메일 에이전트(Les Femmes de l'ombre)는 2008년 공개된 프랑스의 영화이다.
이 영화는 BBC 필름스에서 부분적으로 자금을 지원 받았다. 대한민국에는 2012년 ㈜케이알씨지가 작품을 수입하여 2013년 2월 14~15, 18~20일간 대구광역시 북구의 씨네스카이자동차극장에서 수입사 자체 상영한 뒤 VOD를 통해 출시하였다.

## 줄거리
2차 세계 대전 중 프랑스 레지스탕스 요원이었던 루이즈 데퐁텐은 남편을 잃고 스페인으로 피신했다가 런던으로 이송된다. 그녀는 윈스턴 처칠이 설립한 비밀 첩보 및 파괴 공작 기관인 SOE에 의해 긴급 임무를 부여받는다. 노르망디 침공 준비 중 독일군에게 붙잡힌 영국 요원을 구출해야 하는 것. 그는 아직 정보를 누설하지 않았지만 시간이 촉박했다.
루이즈는 작전을 위해 특별히 선발된 여성들로 구성된 특공대를 꾸려야 했다. 거짓말, 협박, 뇌물, 사형 선고 감면 등을 제시하며 인원을 모으기 시작한다. 먼저 남자를 유혹하는 데 능한 카바레 댄서 수지 데프레, 폭탄 전문가이자 화학자 가엘 르메네크, 냉혈한 살인 능력을 가진 매춘부 잔 포시에를 영입한다. 이들은 노르망디에 도착한 후 이탈리아계 유대인 무선 통신사 마리아 루자토와 합류한다.
임무는 순조롭게 진행되는 듯 했으나 곧 복잡해진다. 이들은 파리로 돌아가게 되고, SOE는 나치 방첩의 핵심 인물인 하인리히 대령을 제거하라는 자살에 가까운 새 임무를 내린다. 그는 노르망디 상륙 작전에 대한 많은 정보를 알고 있었다.

## 출연

### 주연
- 소피 마르소
- 줄리 드빠르디유
- 마리 질랭
- 데보라 프랑소와
- 모리츠 블라이브트로이
- 마야 산사
- 줄리앙 부아셀리에
- 빈센트 로티어스
- 볼커 브루흐
- 자비에 보브와
- 로빈 레누시

### 조연
- 콜린 데이빗 리즈
- 알렉상드르 야제데
- 다비드 카펠
- 제임스 제라드
- 애쉬리 워닝거
- 나타샤 캐쉬맨
- 스테판 포앙키노스

## 기타
- 미술: 프랑수아 듀페튜스
- 배역: 스테판 포앙키노스